# Bobby Lockwood
Bobby Lockwood (Basildon, 1993. május 25. –) angol színész.
Legismertebb alakítása Rhydian Morris 2012–2014 között a Wolfblood című sorozatban. Az Anubisz házának rejtélyei című sorozatban is szerepelt.

## Pályafutása
2006-ban szerepelt a BBC Waterloo Road című sorozatában. 2012-ben szerepet kapott a CBBC Wolfblood című sorozatában. 2020-ban csatlakozott a Baleseti sebészet című sorozathoz.

## Filmográfia

### Film
| Év   | Magyar cím                                     | Eredeti cím                                     | Szerep             | Magyar hang    |
| ---- | ---------------------------------------------- | ----------------------------------------------- | ------------------ | -------------- |
| 2021 |                                                | Glia                                            | Gunthur Essen      |                |
| 2021 | Halálos harcmező                               | Outside the Wire                                | Reggie             |                |
| 2020 |                                                | Wings                                           | Robert             |                |
| 2020 | Eurovíziós Dalfesztivál: A Fire Saga története | Eurovision Song Contest: The Story of Fire Saga | Jeff               | Baráth István  |
| 2020 |                                                | The Outpost                                     | Kevin Thomson      |                |
| 2017 |                                                | Vikes                                           | Warren Turdslinger |                |
| 2017 | Dunkirk                                        | Dunkirk                                         | Ügyes tengerész    | Timon Barnabás |
| 2017 |                                                | Access All Areas                                | Nathan             |                |
| 2016 | Anyu listája                                   | Acres and Acres                                 | Matt               |                |
| 2016 | Honey 3: Dare to Dance                         | Honey 3: Dare to Dance                          | Laser              | Jánosi Ferenc  |
| 2015 |                                                | Friday Download: The Movie                      | Bobby              |                |
| 2014 |                                                | Relapse                                         | Ben                |                |
| 2013 |                                                | Ups & Downs                                     | Harry              |                |
| 2003 | 101 kiskutya 2. – Paca és Agyar                | 101 Dalmatians II: Patch's London Adventure     | Paca (hang)        | Gacsal Ádám    |

### Televízió
| Év              | Magyar cím                                      | Eredeti cím                   | Szerep               | Megjegyzések                           |
| --------------- | ----------------------------------------------- | ----------------------------- | -------------------- | -------------------------------------- |
| 2021            | Baleseti sebészet                               | Casualty                      | Leon Cook            | mellékszereplő                         |
| 2020            |                                                 | The Emily Atack Show          | Marcus / Ollie / Max | 2 epizód                               |
| 2018            | Váltságdíj                                      | Ransom                        | Sean                 | 1 epizód: Radio Silence                |
| 2018            | Doktorok                                        | Doctors                       | Paul Kirkwood        | 1 epizód: In the Dark                  |
| 2017            |                                                 | Uncle                         | Josh                 | 1 epizód: Bringing Sexy Back           |
| 2017            | Kihantolt bűnök                                 | Unforgotten                   | Nathan               | 1 epizód: 2.1                          |
| 2015            | Lewis – Az oxfordi nyomozó A mestermű 1-2. rész | Lewis : Magnum Opus, Part 1-2 | Sam Langton          | 9. évad 3-4. epizód                    |
| 2014            |                                                 | Tumble                        | önmaga               | versenyző 1. helyezett                 |
| 2013            |                                                 | Dani's Castle                 | Conal Connor         | 1 epizód: Hey Mr. DJ                   |
| 2012–2014       | Wolfblood                                       | Wolfblood                     | Rhydian Morris       | főszereplő magyar hangja Fehér Tibor   |
| 2011–2012, 2013 | Anubisz házának rejtélyei                       | House of Anubis               | Mick Campbell        | főszereplő magyar hangja Baráth István |
| 2006            |                                                 | Waterloo Road                 | Extra                |                                        |
| 2006            |                                                 | The Bill                      | Taylor Little        | 3 epizód                               |